# Sergio Peñaloza Pérez
Pedro Sergio Peñaloza Pérez (Cuajinicuilapa, Guerrero, México, 8 de septiembre de 1953) más conocido como Sergio Peñaloza. Es un catedrático y activista mexicano, expresidente de la organización antirracista México Negro A.C.

## Biografía
Licenciado en educación por la Universidad Autónoma de Guerrero, su labor como activista ha consistido en promover el respeto y conocimiento de los derechos de las personas afrodescendientes en México por más de veinte años.
Actualmente Sergio Peñaloza es el activista afromexicano más longevo en la lucha por el reconocimiento constitucional de los pueblos negros en México.
En el año 1997 fundó México Negro, organización afrodescendiente más antigua del país y de la cual es dirigente, desde esta posición ha organizado foros populares, académicos y folclóricos, así como ha participacipado en eventos sobre afrodescendencia en el extranjero.
En el año 2017 participó en la recaudación de firmas con meta a convertirse en precandidato a la presidencia de México a través de una candidatura independiente, sin embargo no tuvo éxito. Durante el mismo año participó en la construcción de una propuesta de reforma constitucional en la Ciudad de México, con el objetivo de reconocer a las personas afrodescendientes de forma territorial, sin limitar el reconocimiento oficial a la visibilidad jurídica.